# Zgodovinski bazar v Tabrizu
Zgodovinski Bazar v Tabrizu (perzijsko بازار تبریز, latinizirano: Bāzār-e Tabriz, azerbajdžansko تبریز بازاری, latinizirano: Tabriz Bazari) je zgodovinska tržnica v središču mesta Tabriz v Iranu. Je eden najstarejših bazarjev na Bližnjem vzhodu in največji pokriti bazar na svetu. Je eno od iranskih območij Unescove svetovne dediščine.

## Zgodovina
Tabriz je bil kraj kulturne izmenjave že od antike. Njegov zgodovinski kompleks bazarja je bil eno najpomembnejših trgovskih središč ob Svilni cesti. Bazar je na istem mestu obstajal že od zgodnjih obdobij iranskega urbanizma po islamu. Bazar je omenil beneški popotnik Marco Polo, ki je trdil, da je šel mimo njega med potovanjem po Svilni cesti.
Al Mukadasi v 10. stoletju, Jakut al-Hamavi v ok. 1213 n. št., Zakarija al-Kazvini pribl. 1252 n. št., Marko Polo leta 1271 n. š., Odorik iz Pordenona pribl. 1321 n. št., Ibn Batuta pribl. 1330 n. št., Ambrogio Contarini leta 1474 n. št., Hamdollah Mostowfi v približno 13. do 14. stoletju, John Cartwright leta 1606 n. št., Jean Chardin v času Sulejmana I. Perzijskega, Jean-Baptiste Tavernier v pribl. 1636 n. št., Giovanni Francesco Gemelli Careri pribl. 1642 CE in desetine drugih raziskovalcev in zgodovinarjev so pisali o bazarju v Tabrizu, kar kaže na njegovo pomembnost in pomen v različnih časovnih obdobjih.
Je v središču mesta Tabriz v Iranu in je razdeljen na vrste/ulice, od katerih jih je veliko namenjenih določenim kategorijam izdelkov. To so Amir Bazar (zlato in nakit), Mozafarieh (ročno tkane preproge, razvrščene po velikosti in vrsti vozlov), Bašmahči Bazar (čevlji), Kiz Basdi Bazar in Rahli Bazaar (proizvodnja). Tabriz in njegov bazar sta bila najbolj uspešna v 16. stoletju, ko je mesto postalo glavno mesto Safavidskega kraljestva. Mesto je ta status izgubilo v 17. stoletju, vendar je njegov bazar ostal pomemben kot komercialno in gospodarsko središče v regiji in ob Svilni cesti. Čeprav so bile v zadnjih letih ustanovljene številne sodobne trgovine in nakupovalna središča, je bazar v Tabrizu ohranil svojo ključno vlogo gospodarskega središča mesta in severozahodnega Irana.
Bazar je bil tudi politično pomemben kraj, na primer v iranski ustavni revoluciji (med letoma 1905 in 1911) in v sodobni iranski revoluciji ob strmoglavljenju rodbine Pahlavi leta 1979.
Unesco je bazar julija 2010 uvrstil na seznam svetovne dediščine.

## Obredi
Bazar se uporablja za nekatere pomembne verske obrede. Najbolj znan je Dan ašure, deseti dan meseca Muharama v islamskem koledarju, med katerim trgovci prenehajo trgovati za približno 10 dni, na bazarju pa potekajo verski obredi. Tako kot drugi bazarji na Bližnjem vzhodu je za bazarjem zgrajenih več mošej, med katerimi je najbolj opazna Petkova pošeja.

## Obnova
Leta 2000 je Organizacija zgodovinskih dediščin Irana začela projekt obnove bazarja, pri čemer so v celoti sodelovali lastniki trgovin. Projekt obnove je leta 2013 prejel nagrado Aga Khan za arhitekturo.

## Galerija
- Mozaffarieh, glavna vrsta ročno tkanih preprog na velikem bazarju v Tabrizu.
- Mozaffariyeh, bazar v Tabrizu.
- Ena od dveh vhodnih vrat v Mozzafariyeh.
- Kupola v Amirjevi vrsti Bazaarja.
- Karvanseraj blizu Amirove vrste.
- Karvanseraj na bazarju v Tabrizu
- Gan Bazaar, vrsta na Velikem bazarju v Tabrizu.
- Gan Bazaar, v prevodu pomeni širši bazar, vrsta na velikem bazarju v Tabrizu.